# Alpheus romensky
Alpheus romensky is een garnalensoort uit de familie van de Alpheidae. De wetenschappelijke naam van de soort is voor het eerst geldig gepubliceerd in 1990 door Burukovsky.